# Vincenzo Vitale (militare 1913)
Vincenzo Vitale (Palermo, 1913 – Don Deresowka, 15 dicembre 1942) è stato un militare italiano, insignito della medaglia d'oro al valor militare alla memoria nel corso della seconda guerra mondiale.

## Biografia
Nacque a Palermo nel 1913, figlio di Vincenzo e Rosaria Zito. 
Cresciuto all'interno di una famiglia di braccianti agricoli, calzolaio di professione, fu arruolato nel Regio Esercito e svolse gli obblighi del servizio militare di leva nella 2ª Compagnia chimica del 97º Reggimento fanteria "Genova" dal novembre 1934 al maggio 1936. Richiamato in servizio una prima volta per un periodo di istruzione nel 1939 presso il 6º Reggimento fanteria "Aosta" e una seconda volta nel luglio 1940 presso il battaglione lanciafiamme, fu poi posto in congedo nell'ottobre dello stesso anno dal centro di mobilitazione di Roma. Nel marzo 1941 venne richiamato in servizio attivo per la terza volta e, assegnato al reggimento chimico, entrò in servizio nella 5ª Compagnia lanciafiamme della 5ª Divisione fanteria "Cosseria" con la quale parti per l'Unione Sovietica nei luglio 1942 al seguito dell'ARMIR. Cadde in combattimento a Don Deresowka, durante il corso della seconda battaglia difensiva del Don, il 15 dicembre 1942, e fu successivamente insignito della medaglia d'oro al valor militare alla memoria.